# 曽田香料
曽田香料株式会社（そだこうりょう、Soda Aromatic Co., Ltd.）は、日本の香料メーカー。1915年（大正4年）創業。

## 沿革
- 1915年（大正4年）4月 - 新潟県中頚城郡黒川村出身の曽田政治[3]が東京市日本橋区（現・東京都中央区）に香料商を開業。
- 1941年（昭和16年）9月 - 曽田香料株式会社（旧法人）を東京市日本橋区に設立。
- 1972年（昭和47年）9月 -  エム、エス香料株式会社を設立。旧法人の営業部門を継承。
- 1972年（昭和47年）10月 - エム、エス香料が曽田香料株式会社へ商号変更。東レおよび三井物産と提携。
- 1997年（平成9年）7月 - 株式を店頭登録（現・ジャスダック）。
- 1999年（平成11年）3月 - 東レの株式保有割合が50.01%となり、同社の子会社となる。
- 2004年（平成16年）- 三井物産の株式保有割合が15%となり、同社の関連会社となる。
- 2016年（平成28年）- 中国・野田・郡山の3拠点でハラール認証取得。
- 2017年（平成29年）
  - シンガポールに販売子会社（SAS社）を設立。
  - 9月 - 株式公開買付けにより、東レが議決権保有割合で65.33%、三井物産が同32.66%の株式を取得[4]。
  - 11月 - 富士フレーバより食品香料事業を買収。
  - 12月 - 上場廃止。株式併合により、株主が東レと三井物産のみとなる[5]。

## 事業所
- 本社 - 東京都中央区日本橋
- 大阪支店 - 大阪府大阪市中央区南船場
- 札幌営業所 - 北海道札幌市中央区北2条
- 野田支社（野田工場・研究各部）- 千葉県野田市
- 郡山工場 - 福島県郡山市

## 関連会社
- 岡山化学工業株式会社 - 岡山県岡山市東区
- 台湾曽田香料股份有限公司 - 台北市松江路
- 曽田香料（崑山）有限公司 - 中国江蘇省崑山市
- 曽田香料（崑山）有限公司　上海分公司 - 中国上海市閔行区
- 株式会社ソダアクト
  - 東京本社 - 東京都中央区日本橋
  - 大阪支店 - 大阪府大阪市中央区南船場
- SODA NAMSIANG AROMATIC (THAILAND) CO., LTD. - Prawet, Prawet, Bangkok 10250
- SODA AROMATIC (SINGAPORE) PTE. LTD. - Buroh Lane, Singapore 618293

## その他
- 富良野のラベンダーが名物となるきっかけを作った企業である。昭和10年代より北海道で香料用の天然ラベンダーを生育し、第二次世界大戦後には上富良野町にラベンダー畑と蒸留所を設立、町の特用作物として拡大した。ラベンダーの生産は海外輸入品に押されて1977年に終了したが、その後も富良野の観光資源として親しまれている[6]。
- 2011年の東日本大震災では、郡山工場・野田工場において、建物および設備の一部軽微な被害が発生した[7]。郡山工場は3月28日より、野田工場は3月14日より、生産・出荷を再開した。